# Bo Carlson
Bo Carlson, född 20 augusti 1935, död 14 januari 2018, var en svensk journalist, lektor och publicist.
Carlson avslutade realskolan i förtid och utbildade sig till typograf, men övergick 1956 till att arbeta som journalist på HälsingeKuriren. Han arbetade sedan på Åmålstidningen, Bohusläningen i Uddevalla och Göteborgs-Tidningen innan han under två perioder, 1965–1967 och 1974–1976 arbetade som lektor vid journalisthögskolan i Göteborg.
Han utgav 1966 Tidningsproduktion: journalistiska elementa och grafisk teknik, där Carlson med sin mångsidiga erfarenhet som typograf, journalist, redigerare och tidningsledare gav en beskrivning av tidningsproduktion "från ax till limpa". Boken utkom 1971 i en andra omarbetad upplaga.
Han hade även periodvis befattningar som redaktionschef, ansvarig utgivare och chefredaktör på kvällstidningen GT och GHT, Göteborgs Handels- och Sjöfarts-Tidning. Han tilldelades 1971 Stora journalistpriset för omläggningen av GHT till "en selektiv dagstidning med inriktning på analys, bakgrundsteckning och uppföljning av samhällsfrågor. Ett försök att trygga andratidningens framtid".
År 1976 blev han lokalradiochef för Radio Göteborg. Han lämnade denna befattning 1982 under uppmärksammade former efter bland annat flera fällningar av satirprogrammet Kabaré Apropå i granskningsnämnden . De kritiserade inslagen hade i stor utsträckning författats av Kent Andersson och framförts av Frank Gunnarsson, men i egenskap av ansvarig programutgivare dömdes Carlson den 30 mars 1982 till dagsböter och skadestånd för förtal.
Carlson övergick då till att arbeta som TV-producent på Sveriges Television i Göteborg 1982–1987 där han bland annat var med och producerade Go'morron Sverige (med Fredrik Belfrage) samt Göta Kanal och Europa (med Herman Lindqvist).
Åren 1987–2001 drev han ett eget bolag för tidningsproduktion, Informera AB.